# Zuzu Divine
Azucena Ángeles Flores, mer känd under sitt artistnamn Zuzu Divine, född 4 mars 1994 i Pachuca de Soto i Hidalgo är en mexikansk fribrottare som sedan 2022 brottas i Mexikos största fribrottningsförbund Lucha Libre AAA Worldwide.
Zuzu Divine brottades tidigare iförd en fribrottningsmask, men förlorade den i en lucha de apuestas-match mot Diosa Atenea den 16 september 2017.
Hon har en dotter.